# Al Ghamr
Al Ghamr (en árabe: الغمر‎), también transcrito como Al-Ghamr o Al Ghumar,  es una pequeña zona agrícola de Jordania, situada en el lateral jordano del valle de Aravá, al sur del mar Muerto. 
Se dio a conocer cuando, al ser incluido en el primer anexo del tratado de paz jordano-israelí de 1994 como un enclave cedido a agricultores israelíes, en 2019 Jordania recuperó su soberanía integral sobre la zona.

## Geografía
Al Ghamr se encuentra en la gobernación de Áqaba, y tiene una extensión de 4 por 5 km, alrededor de 4000 dunams o aproximadamente 400 ha. Se encuentra a un kilómetro al oeste de la carretera 65, que recorre el valle de norte a sur, dentro de los límites del municipio de Qaraqra y Finan, en la nahiya de Wadi Arava.

## Historia
Tras la firma del acuerdo de armisticio de 1949, que estableció la independencia de Transjordania y restableció la frontera en esta zona tal y como la había determinado en 1922 el mandato británico de Palestina, aprobado por la Sociedad de las Naciones en 1923 y convertida en frontera
internacional en 1946, Israel comenzó a establecer asentamientos agrícolas en el Aravá. Debido a que la tierra y los depósitos de agua estaban situados en el lado jordano de la frontera, Israel optó por anexionarlos progresivamente y se apoderó de tierras en el lado jordano de la frontera. Al moshav de Tzofar, que se estableció en 1976 en Israel, al oeste de la frontera, se le asignaron unos 2.000 dunams de tierras de cultivo al otro lado de la frontera. 
Entre los años 1960 y 1980, las fuerzas israelíes ocuparon 380 km² de territorio jordano al este de la línea del armisticio de 1949, como el área de Al-Ghamr.
El tratado de paz de 1994 garantizó la devolución de las tierras jordanas ocupadas y por primera vez se definieron con claridad las fronteras entre Israel y Jordania, poniendo fin a la temida opción según la cual «Jordania es Palestina», defendida por algunos miembros del Likud.
El tratado de paz acordó incluir Al-Ghamr dentro de un régimen especial establecido en el Anexo I (c), que reconoce la soberanía jordana, pero arrienda el área a Israel para que sigan cultivándolo, si bien nunca se pagó ninguna cantidad por ese supuesto arrendamiento. La misma situación se acordó en el Anexo I (b) para el enclave de Baqura, situado justo al sur del mar de Galilea. Estas cesiones tenían una duración de 25 años renovables automáticamente mientras no existiera oposición que había de manifestarse con un año de antelación.
En octubre de 2018, en un contexto de tensiones entre ambos países por la no resolución de la situación palestina y repetidos incidentes protagonizados por israelíes en la explanada de las mezquitas de la que el waqf jordano tiene la custodia, y ante el aumento de las presiones dentro de Jordania, el rey Abdalá II de Jordania anunció que no renovaría el acuerdo de arrendamiento de tierras de Baqura y Al Ghamr con Israel. Tras el anuncio, el ministro israelí de Agricultura, Uri Ariel, amenazó con cortar el suministro de agua a la capital jordana, Amán, pero no lo pudo llevar a cabo dado que el reparto de agua entre los dos países está determinado por el mismo tratado de paz. El 10 de noviembre de 2019, el rey de Jordania anunció el fin de los anexos de Baqura y Al Ghamr y la recuperación de la plena soberanía jordana sobre ellos.